# آخر ساموراي (رواية)
آخر ساموراي (2000) هي أول رواية للكاتبة الأمريكية هيلين ديفيت والتي كانت ضمن الترشيحات النهائية لجائزة IMPAC العالمية للأدب والرواية في دوبلن عام 2002 وضمن ترشيحات لوس أنجلوس تايمز لمسابقة فن الرواية الأولى عام 2001 كما كانت ضمن اللائحة العريضة لجائزة أورانج للرواية عام 2001 .